# Peter Kauzer
Peter Kauzer (8 de setembro de 1983) é um canoísta de slalon esloveno, medalhista olímpico.

## Carreira
Peter Kauzer representou seu país na Rio 2016, conquistou a medalha de prata na prova do slalon K-1.